# 基查丁宜站
基查丁宜站是馬來亞鐵道旗下的一個火車站，位於吉蘭丹州的巴西馬甘榜基查丁宜。該火車站位於東海岸鐵路線上，提供馬來亞鐵道城際鐵路服務。

## 服務
- 东方接驳列车 51/52/57/60 道北–話望生